# 新和村 (青森県)
新和村（にいなむら）は、かつて青森県津軽地方（中津軽郡）にあった村。

## 沿革
- 1889年（明治22年）4月1日 - 町村制施行により中津軽郡種市村、青女子村、小友村、三和村、笹館村が合併し、新和村が発足[2]。
- 1955年（昭和30年）3月1日 - 市町村合併により弘前市に編入され消滅[1]。合併にあたり、県は当村を岩木川を隔てて隣接する板柳町（北津軽郡）と合併させ「板柳市」を創設する計画だったが、同じ中津軽郡に属する裾野村が弘前市への編入合併を強く希望し、当村もそれに同調した[2]。